# Huashu (köpinghuvudort i Kina, Jilin Sheng, lat 41,99, long 127,22)
Huashu är en köpinghuvudort i Kina. Den ligger i provinsen Jilin, i den nordöstra delen av landet, omkring 270 kilometer sydost om provinshuvudstaden Changchun. Antalet invånare är 15 951. Befolkningen består av 7 729 kvinnor och 8 222 män. Barn under 15 år utgör 9,0 %, vuxna 15-64 år 76 %, och äldre över 65 år 13,0 %.
Runt Huashu är det ganska tätbefolkat, med 60 invånare per kvadratkilometer. Närmaste större samhälle är Songshu, 10,8 km nordväst om Huashu. I omgivningarna runt Huashu växer i huvudsak blandskog.
Genomsnittlig årsnederbörd är 1 061 millimeter. Den regnigaste månaden är juli, med i genomsnitt 295 mm nederbörd, och den torraste är januari, med 12 mm nederbörd.